# 滨湖魏登
滨湖魏登是奥地利布尔根兰州滨湖新锡德尔县的一个市镇。总面积32.51平方公里，总人口1922人，人口密度59.1人/平方公里（2001年）。

## 友好城市
- 德国魏登 1969年